# پرنده‌وشان
پرنده‌وشان (به لاتین: Ornithomimidae)، خانواده‌ای از دایناسورهای ددپا است که شباهت ظاهری به شترمرغ‌های امروزی دارد. پرنده‌وشان دایناسورهای چابک، همه‌چیزخوار یا گیاه‌خوار بودند که عمدتاً از دوره کرتاسه پسین لوراسیا (آسیای کنونی و آمریکای شمالی) شناخته شده بودند، اگرچه آنها از سازند Wonthaggi در کرتاسه پایین استرالیا نیز گزارش شده‌اند.

## ویژگی‌ها
جمجمه پرنده‌وش‌ها کوچک، با چشمان درشت، بالای گردن نسبتاً بلند و باریک بود. همه دارای نوک بدون دندان بودند.
اندام‌های جلویی ("بازوها") بلند و باریک بودند و چنگال‌های نیرومندی داشتند. اندام‌های عقبی بلند و قدرتمند بودند، با پایی بلند و انگشتان کوتاه و قوی که به پنجه‌های سم‌مانند ختم می‌شد. پرنده‌وش‌ها احتمالاً از چابک‌ترین دایناسورها بودند. مانند بسیاری دیگر از تهی‌دم‌خزندگان، پوست پرنده‌وش‌ها به جای پولک، از پر پوشیده بود.